# Тиннисвуд, Джон
Джон Альфре́д Тинни́свуд (англ. John Alfred Tinniswood; 26 августа 1912, Ливерпуль, Ланкашир — 25 ноября 2024, Саутпорт, Северо-Западная Англия) — британский супердолгожитель. Старейший живущий мужчина Великобритании с 25 сентября 2020 года по 25 ноября 2024 года и мира с 29 июня по 25 ноября 2024 года, чей возраст подтверждён Группой геронтологических исследований (GRG) и Группой LongeviQuest (LQ). Его возраст составлял 112 лет 91 день.

## Биография
Джон Тиннисвуд родился 26 августа 1912 года в Ливерпуле, Мерсисайд. В годы Второй мировой войны работал в Корпусе заработной платы Королевской армии. Здесь же он встретил свою будущую супругу. Их свадьба состоялась в 1942 году, а в 1943 году у них родилась дочь.
Тиннисвуд построил карьеру бухгалтера в компании Shell. В 1972 году он вышел на пенсию. Супруга умерла в 1986 году.
Скончался 25 ноября 2024 года в доме престарелых в Саутпорте, Англия, в возрасте 112 лет и 91 дня.

## Рекорды долголетия
- 25 сентября 2020 года стал старейшим ныне живущим мужчиной Великобритании после смерти Гарри Франсмана.
- 26 августа 2022 года стал супердолгожителем.
- 2 апреля 2024 года, после смерти Хуана Перес Мора, стал третьим старейшим живущим мужчиной мира.
- 1 июня 2024 года, после смерти 112-летнего французского долгожителя Жоржа Томаса, стал вторым старейшим живущим мужчиной мира[10].
- 29 июня 2024 года, после смерти 112-летнего китайского долгожителя Ши Пина, стал старейшим живущим мужчиной мира.
- 26 августа 2024 года отпраздновал свой 112-й день рождения, став четвертым британцем в истории, достигшим этого рубежа, после Боба Уэйтона, Джона Эванса и Генри Эллингема.